# 達曽部村
達曽部村（たっそべむら）は、1955年（昭和30年）まで岩手県上閉伊郡にあった村。現在の遠野市宮守町達曽部にあたる。

## 沿革
- 1889年（明治22年）4月1日 - 町村制施行にともない、旧来の西閉伊郡達曽部村単独で村制施行。
- 1897年（明治30年）4月1日 - 郡の統合により西閉伊郡と南閉伊郡が合併して上閉伊郡が発足[1]。上閉伊郡達曽部村となる。
- 1955年（昭和30年）2月11日 - 宮守村・鱒沢村と合併し、新制の宮守村となる。

## 行政

### 歴代村長
| 代 | 氏名         | 就任                      | 退任                       | 備考 |
| -- | ------------ | ------------------------- | -------------------------- | ---- |
| 1  | 富士井春瑞   | 1889年（明治22年）6月8日  | 1897年（明治30年）6月7日   |      |
| 2  | 畠山巍       | 1897年（明治30年）6月8日  | 1899年（明治32年）2月20日  |      |
| 3  | 富士井慶助   | 1899年（明治32年）3月10日 | 1903年（明治36年）3月9日   |      |
| 4  | 中村哲四郎   | 1903年（明治36年）3月17日 | 1919年（大正8年）4月8日    |      |
| 5  | 畠山巍       | 1919年（大正8年）5月9日   | 1919年（大正8年）5月25日   | 再任 |
| 6  | 畠山喜三郎   | 1919年（大正8年）8月12日  | 1931年（昭和6年）8月31日   |      |
| 7  | 中村哲四郎   | 1931年（昭和6年）9月1日   | 1936年（昭和11年）5月20日  |      |
| 8  | 多田義実     | 1936年（昭和11年）11月2日 | 1946年（昭和21年）12月16日 |      |
| 9  | 佐々木辰五郎 | 1947年（昭和22年）4月6日  | 1951年（昭和26年）4月5日   |      |
| 10 | 熊谷正志     | 1951年（昭和26年）4月6日  | 1955年（昭和30年）2月10日  |      |